# Star Modelo 14
La Star Modelo 14 fue una pistola semiautomática producida por Star Bonifacio Echeverría S.A., y es una versión en gran parte mejorada de la Star Modelo 1908. Este modelo fue elegido por el Ejército Francés en calibre 7,65 mm, siendo conocida como "Pistolet Automatique Star". Basada en la Mannlicher 1901/1905, se produjo en dos versiones que varían en dimensiones y capacidad. La utilizaron los franceses en ambas guerras mundiales. Su construcción y reputación eran mejores que la de la pistola Ruby Llama. 

## Versiones
Se produjeron dos versiones de esta pistola: la "Star 1914 Tipo 1" (conocida como Tipo Tropa), y la "Star 1914 Tipo 2" (conocida como Tipo Oficial). La Tipo 1 tenía un cargador con capacidad para 9 balas y pesaba unos 910 g. La Tipo 2 tenía capacidad para 7 balas y su peso era de 880 g.
- Datos: Q3496968
- Multimedia: Star Model 1914 / Q3496968